# 野口二郎 (甲府市長)
野口 二郎（のぐち じろう、1900年（明治33年）3月3日） - 1976年（昭和51年）1月18日）は、日本の実業家、政治家、郷土史研究家。甲府市長（官選第18代）、山梨日日新聞社社長、山梨放送社長。

## 略歴
甲府市百石町に、父・英夫、母・いしの二男として生まれる。1906年（明治39年）4月に山梨県尋常師範学校付属小学校に入学、1917年（大正6年）3月に山梨県立甲府中学校（現在の山梨県立甲府第一高等学校）、1920年（大正9年）3月に第八高等学校を卒業後、同年4月に東京帝国大学法学部に入学。1922年（大正11年）2月20日に山梨日日新聞社社長であった父親の野口英夫が逝去し、同月21日に学生のまま同新聞社の社長に就任。1923年（大正12年）3月に東京帝国大学を卒業し、東京朝日新聞社グラフ局にしばらく勤務。
山梨日日新聞社長に就任以来、社会、経済、文化、体育など多方面の活動を行う。明治後年に日本ではドイツを発祥とする野外活動であるワンダーフォーゲルが導入され、山梨県では野口が主導して1934年（昭和9年）に甲府ワンドラーが創設され、野口は理事長となる。
1943年（昭和18年）8月31日の甲府市議会において新海栄治市長の後任候補者として満場一致で推薦され、同年9月12日に官選第18代の甲府市長に就任すると山梨日日新聞社長を辞任し1946年（昭和21年）2月27日まで務めている。
甲府市長就任以降、戦局は日に日に激烈の度を加え、1945年（昭和20年）7月6日には甲府空襲により市街地が焼野原となった。この空襲により甲府市相生町の甲府市役所庁舎は焼失し、錦町の甲府市水道庁舎が焼失を免れたため、同庁舎を市役所にあて非常事態を収拾するとともに戦災復興計画案を樹立し、同年11月には総務、住宅、輸送、施設、農耕、土木の六部制からなる甲府市戦災復興局を設置し復興対策に専念した。
甲府市長辞任後の1946年3月1日に山梨日日新聞社長に復帰したが、1947年（昭和22年）10月25日に公職追放仮指定となり辞任。その後、1951年（昭和26年）8月6日に公職追放解除となり、同年8月25日に三度目となる社長に就任した。1958年（昭和33年）10月29日には現職の天野久に対し、山梨県政浄化同志会及び社会党山梨県連の両派提携による翌年1月の第4回山梨県知事選挙への出馬要請があったが、12月7日に辞退している。山梨県知事選で反天野派は小林信一を擁立するが敗退した。
戦後には山梨県の体育・スポーツ界における活動も活発に行っている。まず、戦後には山梨県体育協会理事長・会長を務めた。1951年（昭和26年）の国際オリンピック委員会(IOC)総会で日本のオリンピック大会復帰が承認されると、1952年（昭和27年）1月6日には中央のオリンピック派遣後援会規約第一条に基づきオリンピック派遣山梨県後援会が設立され、野口は会長に就任し日本選手団派遣のための募金などを行う。
また、戦後の日本ではドイツで提唱されたユースホステルが導入され、1951年（昭和26年）に日本ユース・ホステル協会が設立された。山梨県では1959年（昭和34年）5月9日に山梨県教育委員会・青少年野外旅行山梨県委員会が中心となり山梨県ユース・ホステル協会が設立され、野口は会長に就任する。
1967年（昭和42年）4月6日には第13代甲府商工会議所会頭に就任し1973年（昭和48年）4月4日まで務めている。
1976年（昭和51年）1月18日に癌研病院において75歳で逝去。1月26日に山梨県体育協会、甲府商工会議所、山梨県観光連盟、山梨文化会館各社の合同葬が甲府市の山梨体育館で執行された。1月23日に従四位勲三等旭日中綬章を叙位叙勲。

## 親族
野口家
- 父・英夫（1856年 - 1922年、徳島県出身、山梨日日新聞社長、山梨県会議員、甲府市会議員）
- 妻・かよ（山梨県高額納税者、酒造業（現・テンヨ武田）の武田与十郎の三女）[6][7][8]
- 長男・英史（1929年7月26日 - 1979年12月26日、山梨日日新聞社長、妻は大石光之助の二女）
- 孫・英一（山梨日日新聞社長、1962年10月14日 - ）

親戚
- 義兄（姉の夫）・浅川権八

## 著作
- 『峡中浮世絵考』1953年
- 『団十郎と甲府繁昌記 (甲州浮世絵叢書)』1953年
- 『道祖神幕と浮世絵師 (甲州浮世絵叢書)』1953年
- 『谷村町の屋台後幕 (甲州浮世絵叢書)』1953年
- 山梨日日新聞社編『野口二郎文集』1976年
- 山梨日日新聞社編『甲斐拾遺』1982年
- 山梨日日新聞社編『史料甲斐源氏発祥考』1989年